# Wess Johnson
Wess Johnson è il primo album da solista di Wess, tra lo scioglimento degli Airedales – di cui, era il frontman – e la nascita del sodalizio con Dori Ghezzi, pubblicato su LP e cassetta dalla Durium (catalogo ms A 77317 e MD.A 225) del 1973.

## Descrizione
L'album contiene 12 brani (6 per facciata), tra cui vanno citati: 
- Il lago maggiore e Il primo appuntamento – versioni italiane di Le Lac Majeur (Mort Shuman) e If You Don't Know Me by Now (Harold Melvin & the Blue Notes) –, pubblicati anche come singoli;
- cover di Harmony (Artie Kaplan), A Song for You (Leon Russell) e Theme from "Shaft (Isaac Hayes).

Gli arrangiamenti sono di Natale Massara (eccetto A6 e B1), Vince Tempera (A6) e Massimo Salerno (B1).

## Tracce

### Lato A
1. Il lago maggiore (titolo originale: Le Lac Majeur) – 4:43 (testo italiano di Claudio Daiano – testo originale: Étienne Roda-Gil – musica: Mort Shuman; edizioni musicali Chappell)
2. Scusa se ti lascio (titolo originale: Hallelujah, Freedom) – 4:29 (testo italiano: Vito Pallavicini – testo originale e musica: Junior Campbell; edizioni musicali Senza Fine)
3. Meglio non pensarci più (titolo originale: Daddy, Don't You Walk So Fast) – 3:32 (testo italiano di Luigi Albertelli – testo originale: Peter Callander – musica: Geoff Stephens; edizioni musicali Durium)
4. Harmony – 3:21 (Artie Kaplan, Nat Simon; edizioni musicali April Music s.r.l.)
5. A Song for You – 5:05 (Leon Russell; edizioni musicali Rondor Music)
6. Domani – 2:51 (testo: Gino Paoli, Umberto Napolitano – musica: Franco Cassano; edizioni musicali Durium)

Durata totale: 24:01

### Lato B
1. Io sto bene senza te – 3:26 (testo: Alberto Salerno – musica: Massimo Salerno; edizioni musicali Durium-Numero Uno)
2. Non era colpa mia (titolo originale: I'll Never Drink Again) – 3:37 (testo italiano: Vito Pallavicini, Gianni D'Ingeo – testo originale e musica: Alexander Curly; edizioni musicali Durium)
3. Il primo appuntamento (titolo originale: If You Don't Know Me by Now) – 3:53 (testo italiano: Cristiano Minellono, Felice Piccarreda – testo originale e musica: Gamble & Huff; edizioni musicali Durium-Puccio)
4. Theme from "Shaft" – 4:12 (Isaac Hayes; edizioni musicali Curci)
5. Quel giorno – 3:26 (testo: Franca Evangelisti – musica: Marcello Marrocchi; edizioni musicali Durium-RCA)
6. Don't Say No – 3:45 (Jesse King[1], Wesley Johnson, Douglas Fowlkes; edizioni musicali Durium-United Artists)

Durata totale: 22:19